# Balidat Ameur
Balidat Ameur là một đô thị thuộc tỉnh Ouargla, Algérie. Dân số thời điểm năm 2002 là 12.135 người.